# Eugenia itaguahiensis
Eugenia itaguahiensis är en myrtenväxtart som beskrevs av Franz Josef Niedenzu. Eugenia itaguahiensis ingår i släktet Eugenia och familjen myrtenväxter. Inga underarter finns listade i Catalogue of Life.